# Tayloria callophylla
Tayloria callophylla är en bladmossart som beskrevs av Mitten 1882. Tayloria callophylla ingår i släktet trumpetmossor, och familjen Splachnaceae. Inga underarter finns listade i Catalogue of Life.